# 阿尔巴尼亚共和国 (1925年—1928年)
阿尔巴尼亚共和国指的是在1925年，阿尔巴尼亚实行共和制后，在巴尔干半岛上诞生的一个国家。第一次世界大战后，阿尔巴尼亚国内局势长期处于动乱状态。1925年6月，艾哈迈德·佐格宣布阿尔巴尼亚实施共和制，阿尔巴尼亚共和国遂诞生。但这个共和国却十分短命。1928年，佐格宣布自立为帝，阿尔巴尼亚再度成为君主制国家。